# Station Esneux
Station Esneux is een spoorwegstation langs spoorlijn 43 in de gemeente Esneux.
Het is nu een stopplaats, gezien de loketten sinds 23 mei 1993 gesloten zijn.

## Treindienst
| Serie       | Treinsoort             | Route | Bijzonderheden                                        |
| ----------- | ---------------------- | --- | ----------------------------------------------------- |
| IC 33       | Intercity (NMBS / CFL) | Liers – Luik-Guillemins – Gouvy – Luxemburg                                                                                    | Rijdt in het weekend 1×/2u. tussen Liers - Luxemburg. |
| L 5550      | L-trein (NMBS)         | Liers – Luik-Guillemins – Esneux – Rivage – Marloie                                                                            |                                                       |
| P 7670/8670 | Piekuurtrein (NMBS)    | [ Namen – Sart-Bernard ] / [ Rochefort-Jemelle – [ Libramont ] / [ Rivage – Esneux – Luik-Guillemins – Luik-Sint-Lambertus ] ] | Rijdt alleen op werkdagen.                            |
| ICT 6945    | Toeristentrein (NMBS)  | Liers – Luik-Guillemins – Esneux – Rivage – Marloie                                                                            | Rijdt in juli en augustus.                            |

## Reizigerstellingen
De grafiek en tabel geven het gemiddeld aantal instappende reizigers weer op een week-, zater- en zondag.
| Tabel: aantal instappende reizigers station Esneux | Tabel: aantal instappende reizigers station Esneux | Tabel: aantal instappende reizigers station Esneux | Tabel: aantal instappende reizigers station Esneux |
|                                                    | Weekdag                                            | Zaterdag                                           | Zondag                                             |
| -------------------------------------------------- | -------------------------------------------------- | -------------------------------------------------- | -------------------------------------------------- |
| 1977                                               | 215                                                | 99                                                 | 65                                                 |
| 1978                                               | 315                                                | 78                                                 | 49                                                 |
| 1979                                               | 294                                                | 102                                                | 50                                                 |
| 1980                                               | 303                                                | 90                                                 | 50                                                 |
| 1981                                               | 263                                                | 69                                                 | 132                                                |
| 1982                                               | 262                                                | 103                                                | 33                                                 |
| 1983                                               | 278                                                | 84                                                 | 55                                                 |
| 1984                                               | 228                                                | 60                                                 | 39                                                 |
| 1985                                               | 226                                                | 62                                                 | 78                                                 |
| 1986                                               | 213                                                | 44                                                 | 83                                                 |
| 1987                                               | 230                                                | 81                                                 | 92                                                 |
| 1988                                               | 200                                                | 86                                                 | 63                                                 |
| 1989                                               | 180                                                | 54                                                 | 112                                                |
| 1990                                               | 171                                                | 32                                                 | 41                                                 |
| 1991                                               | 202                                                | 67                                                 | 60                                                 |
| 1992                                               | 185                                                | 71                                                 | 67                                                 |
| 1993                                               | 165                                                | 55                                                 | 71                                                 |
| 1994                                               | 158                                                | 72                                                 | 77                                                 |
| 1995                                               | 134                                                | 42                                                 | 48                                                 |
| 1996                                               | 135                                                | 38                                                 | 44                                                 |
| 1997                                               | 123                                                | 42                                                 | 56                                                 |
| 1998                                               | 144                                                | 48                                                 | 48                                                 |
| 1999                                               | 105                                                | 72                                                 | 43                                                 |
| 2000                                               | 195                                                | 100                                                | 40                                                 |
| 2001                                               | 96                                                 | 32                                                 | 34                                                 |
| 2002                                               | 124                                                | 58                                                 | 68                                                 |
| 2003                                               | 112                                                | 34                                                 | 36                                                 |
| 2004                                               | 114                                                | 92                                                 | 52                                                 |
| 2005                                               | 127                                                | 46                                                 | 41                                                 |
| 2006                                               | 173                                                | 60                                                 | 50                                                 |
| 2007                                               | 140                                                | 59                                                 | 46                                                 |
| 2008                                               | -                                                  | -                                                  | -                                                  |
| 2009                                               | 163                                                | 77                                                 | 66                                                 |
| 2010                                               | -                                                  | -                                                  | -                                                  |
| 2011                                               | -                                                  | -                                                  | -                                                  |
| 2012                                               | 193                                                | 65                                                 | 61                                                 |
| 2013                                               | 226                                                | 48                                                 | 57                                                 |
| 2014                                               | 203                                                | 73                                                 | 59                                                 |
| 2015                                               | 173                                                | 37                                                 | 49                                                 |
| 2016                                               | 163                                                | 45                                                 | 46                                                 |
| 2017                                               | 160                                                | 43                                                 | 47                                                 |
| 2018                                               | 158                                                | 86                                                 | 64                                                 |
| 2019                                               | 176                                                | 60                                                 | 78                                                 |
| 2020                                               | 128                                                | 31                                                 | 36                                                 |
| 2021                                               | -                                                  | -                                                  | -                                                  |
| 2022                                               | 436                                                | 151                                                | 189                                                |
| 2023                                               | 463                                                | 140                                                | 181                                                |
| 2024                                               | 521                                                | 241                                                | 238                                                |

0,0: Angleur ·
1,2: Streupas ·
2,7: Sauheid ·
4,7: Colonster ·
5,3: Sainval ·
6,9: Tilff ·
10,2: Méry ·
11,6: Hony ·
12,6: Esneux ·
14,2: Souverain-Pré ·
15,2: La Gombe ·
16,3: Poulseur ·
18,0: Chanxhe ·
20,1: Rivage ·
21,0: Comblain-au-Pont ·
23,4: Comblain-la-Tour ·
29,4: Hamoir ·
33,4: Sy ·
37,1: Bomal ·
40,4: Barvaux ·
44,2: Biron ·
49,9: Melreux-Hotton ·
54,0: Marenne ·
58,7: Marche-en-Famenne ·
62,0: Marloie